# Bergstedts

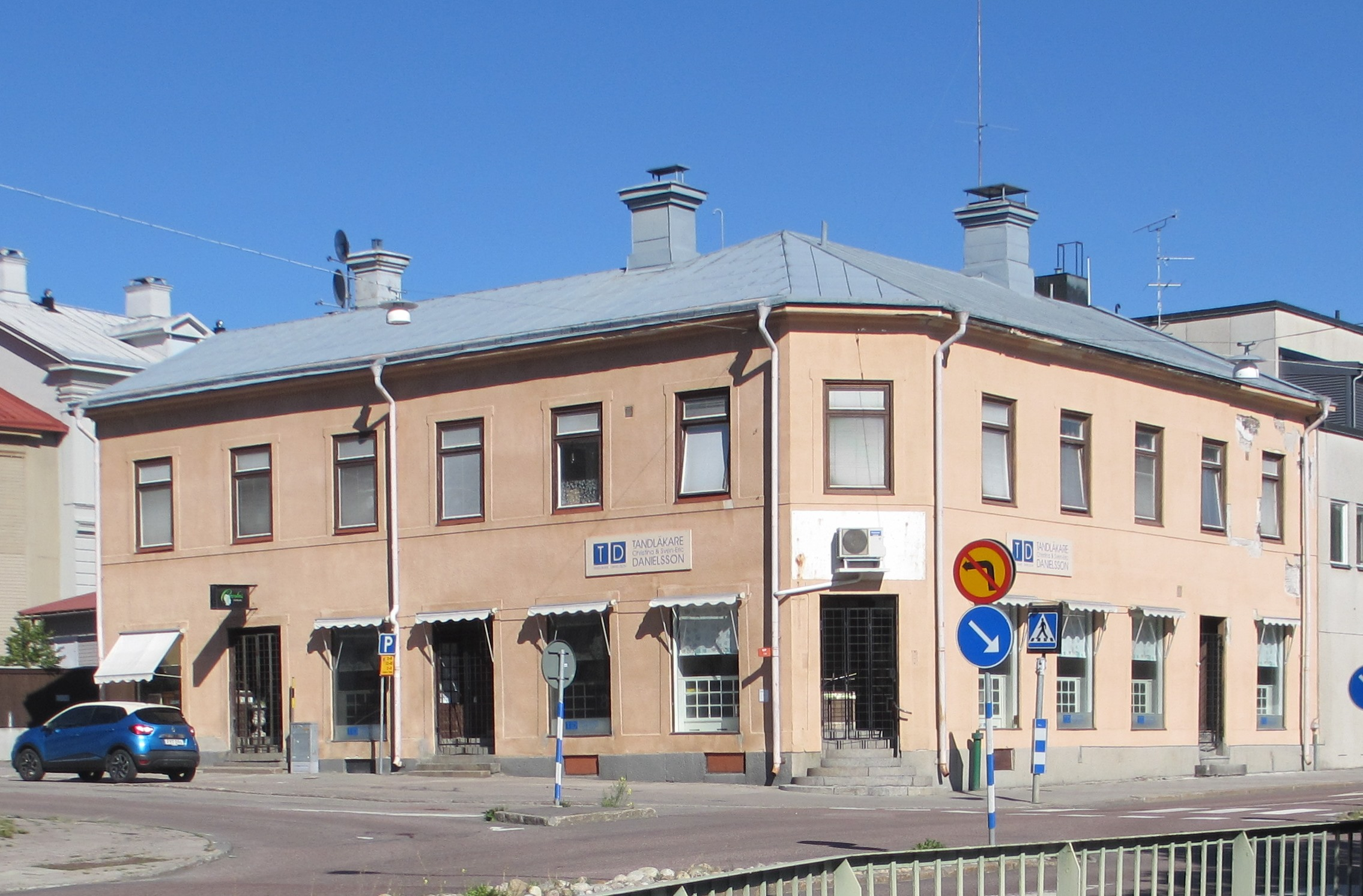
Bergstedts.

Bergstedts är en byggnad i kvarteret Elefanten i hörnet av Oxtorgsgatan och Källgatan i Söderhamn.
Byggnaden uppfördes ursprungligen 1878 och ägdes från sekelskiftet 1900 av handlaren Erik Bergstedt som kom att inreda manufaktur- och kortvaruaffär samt herrekipering där. År 1926 genomgick byggnaden en kraftig modernisering, såväl exteriört som interiört, varvid 1920-talets klassicism kom att prägla de helt släta fasaderna.